# Historiograph des preußischen Staates
Historiograph des preußischen Staates oder Historiograph der brandenburgischen Geschichte war ein offizieller Titel für einen Historiker in Preußen. 

## Inhaber des Amtes
- 1792 Jean Pierre Erman (1735–1814), Historiograph von Brandenburg
- 1803 Friedrich Ancillon (1767–1837), Historiograph des Hauses Brandenburg
- 1804 Johannes von Müller (1752–1809), Historiograph des Hauses Brandenburg
- 1810 Barthold Georg Niebuhr (1776–1831), Historiograph des preußischen Staates
- 1817 Friedrich Rühs (1781–1820), Historiograph des preußischen Staates
- 1821 Friedrich Wilken (1777–1840), Historiograph des preußischen Staates und insbesondere der brandenburgischen Geschichte
- 1841 Johann David Erdmann Preuß (1785–1868), Historiograph des königlichen Hauses
- 1841 Leopold von Ranke (1795–1886), Historiograph des preußischen Staates
- 1868 Adolph Friedrich Riedel (1809–1872), Historiograph der brandenburgischen Geschichte
- 1877 Johann Gustav Droysen (1808–1884), Historiograph der brandenburgischen Geschichte („Historiograph für Brandenburg und das königliche Haus“)
- 1884 Maximilian Duncker (1811–1886), Historiograph der brandenburgischen Geschichte
- 1886 Heinrich von Treitschke (1834–1896), Historiograph des preußischen Staates
- 1887 Gustav Schmoller (1838–1917), Historiograph der brandenburgischen Geschichte
- 1898 Reinhold Koser (1852–1914), Historiograph des preußischen Staates
- 1922 Erich Marcks (1861–1938), Historiograph des preußischen Staates
- 1922 Friedrich Meinecke (1862–1954), Historiograph des preußischen Staates